# Hessdalenska vatra
Hessdalenska vatra je neobjašnjeno svijetlo koje se obično može vidjeti u dolini Hessdalen, županija Sør-Trøndelag, Norveška.

## Povijesni izvještaji
Prvi izvještaji o neobičnim svjetlima započinju u ranim 1940-tim. Posebno velika aktivnost Hessdalenske vatre se dešavala u prosincu 1981. sve do ljeta 1984., kada su se svjetla mogla vidjeti 15 do 20 puta na tjedan. Otada je sve manje opažanja i danas se može vidjeti 10 do 20 puta na godinu. 
Hessdalenska vatra je najčešće blještavo, bijelo ili žuto svijetlo koje pluta iznad tla. Ponekad su se svjetla mogla vidjeti i više od sat vremena. Postoje još nekoliko drugih vrsta svjetla koja isto nisu objašnjena u dolini Hessdalen.

## Istraživanja
Od 1983. je započelo znanstveno istraživanje pod nazivom “Projekt Hessdalen”. Kasnije je započeo i EMBLA project, u kojima sudjeluju istraživači iz Norveške i Italije.

## Teorijska objašnjenja
Iako je izveden čitav niz istraživanja još nema dobrog objašnjenja porijekla tog svijetla. Za sada ima nekoliko hipoteza:
- jedna hipoteza tvrdi da Hessdalensku vatru uzrokuje proces izgaranja oblaka prašine s tla iz doline, koja u sebi ima skandija.
- jedna novija hipoteza predlaže da svijetlo nastaje iz grozda Coulombovih kristala u plazmi koja nastaje ionizacijom zraka i prašine pod utjecajem alfa-čestica za vrijeme raspada radona. Nekoliko fizikalnih svojstava (titranje, geometrijska struktura i spektar svijetla) koja su osmatrana na Hessdalenskoj vatri, mogu biti objašnjena s tim modelom plazme čestica. Raspadanje radona stvara alfa-čestice (emisija žutog svijetla helija) i radioaktivne elemente kao polonij. 2004. Teodorani je potvrdio veći stupanj radioaktivnosti na stijenama u blizini mjesta gdje su primjećene Hessdalenske vatre.
- druga hipoteza tvrdi da Hessdalenska vatra nastaje kao rezultat piezoelektriciteta zbog deformacije stijena (Takaki i Ikeya, 1998.), zato što dosta stijena sadrži zrna kvarca koja stvaraju pojačanu gustoću električnog naboja.

## Vanjske poveznice
- [neaktivna poveznica] Wondermondo
- Početna stranica projekta Hessdalen